# Дубино (Борисовський район)
Дубино (рос. Дубино) — село у Борисовському районі Бєлгородської області Російської Федерації.
Населення становить 189  осіб. Входить до складу муніципального утворення Білянське сільське поселення.

## Історія
Населений пункт розташований у східній частині української суцільної етнічної території — східній Слобожанщині.
Згідно із законом від 20 грудня 2004 року № 159 від 1 січня 2006 року органом місцевого самоврядування було Білянське сільське поселення.

## Населення
| 2002 | 2010 |
| ---- | ---- |
| 184  | ↗189 |